# Niklas Mannheimer Ruberg
Niklas Carl Axel Mannheimer Ruberg, född Ruberg 16 december 1985 i Haga församling i Göteborg, är en svensk programledare och webbredaktör.
Han har varit webbredaktör för Alfabetet och Satsommar i P3 tillsammans med Hanna Andersson och Rasmus Persson. I mars 2014 började han som programledare och webbredaktör för Christer och Morgan rapporterar i P3.

## Radiomedverkan
- Alfabetet - Webbredaktör
- Christer och Morgan rapporterar - Webbredaktör och Programledare
- Satsommar - Webbredaktör och ansvarig för vissa inslag
- P3 Nyheter med Astorga Díaz - Webbredaktör[5]

## Övrigt
Niklas var som student en expert på att leva med en skral budget.